# Parti humaniste social-libéral
Ne doit pas être confondu avec Parti humaniste roumain.
Le Parti humaniste social-libéral (en roumain : Partidul Umanist Social Liberal, abrégé en PUSL), nouveau nom du Parti du pouvoir humaniste social-libéral (en roumain : Partidul Puterii Umaniste (social-liberale), abrégé en PPU ou PPU-SL), est un parti politique roumain, représenté au Parlement européen par Maria Grapini (2015-2019). Il se qualifie de social-libéral et adhère au groupe de l'Alliance progressiste des socialistes et démocrates au Parlement européen (S&D).

## Résultats électoraux

### Élections parlementaires
| Année | Chambre des députés | Chambre des députés | Chambre des députés | Sénat  | Sénat | Sénat   | Gouvernement                                                     |
| Année | Voix                | %                   | Mandats             | Voix   | %     | Mandats | Gouvernement                                                     |
| ----- | ------------------- | ------------------- | ------------------- | ------ | ----- | ------- | ---------------------------------------------------------------- |
| 2016  | 2 599               | 0,04                | 0 / 329             | 3 066  | 0,04  | 0 / 136 | Extra-parlementaire (2017-2020), opposition (2020)               |
| 2020  | 59 465              | 1,01                | 0 / 330             | 70 536 | 1,19  | 0 / 136 | Opposition (2020-2021), soutien sans participation (depuis 2021) |

### Élections présidentielles
| Année | Candidat          | 1er tour | 1er tour |
| Année | Candidat          | %        | Rang     |
| ----- | ----------------- | -------- | -------- |
| 2019  | Ramona Bruynseels | 2,65     | 7e       |

## Identité visuelle

Ancien logo
Ancien logo
Logo actuel